# Preignac
Preignac è un comune francese di 2 212 abitanti situato nel dipartimento della Gironda nella regione della Nuova Aquitania.

## Geografia fisica
Situato sulla riva sinistra della Garonna è a 42 km a monte di Bordeaux

## Società

### Evoluzione demografica
Abitanti censiti